# پرچم سودان

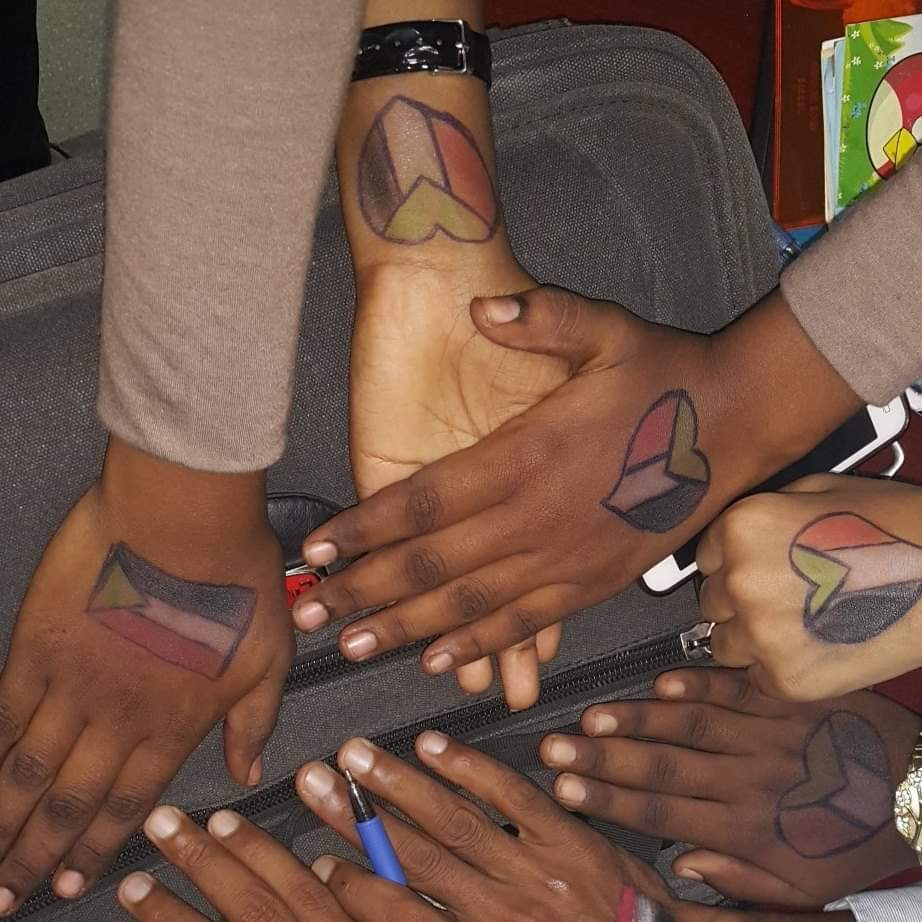
افرادی که پرچم سودان روی دستانشان کشیده شده‌است

پرچم فعلی سودان (عربی: علم السودان، آوانگاری: ʿalam as-Sūdān) در ۲۰ مه ۱۹۷۰ به تصویب رسید و شامل یک سه رنگ افقی قرمز-سفید-سیاه با یک مثلث سبز در بالابر است. این پرچم بر پایه پرچم آزادی عرب انقلاب مصر در سال ۱۹۵۲ است، همان‌طور که پرچم‌های مصر، عراق، سوریه، یمن و فلسطین و سابقاً جمهوری متحد عربی، یمن شمالی، یمن جنوبی و جمهوری عربی لیبی هستند. 

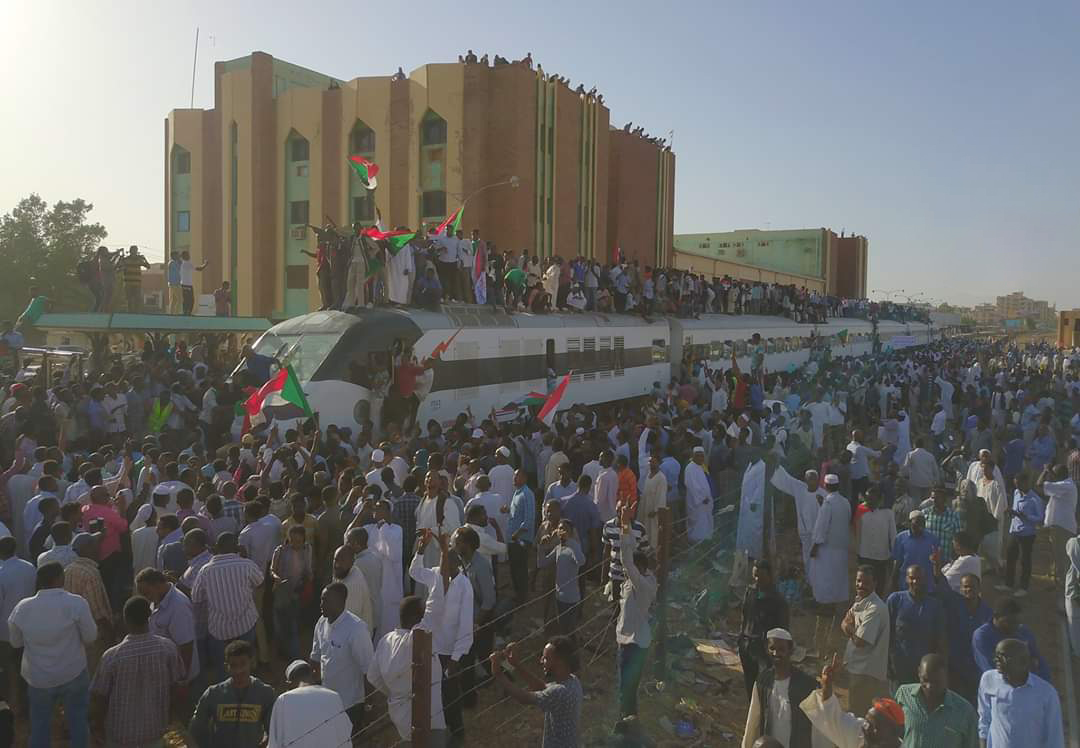
افراد با پرچم در طول انقلاب سودان (۱۹–۲۰۱۸)